# 利伯蒂鎮區 (堪薩斯州傑克遜縣)
利伯蒂鎮區（英語：Liberty Township）為美國堪薩斯州傑克遜縣轄下的鎮區。2010年美国人口普查中此鎮區人口有510人。

## 地理
利伯蒂鎮區涵蓋總面積為91.5平方（35.34平方英里），其中陸地面積為91.4平方（35.29平方英里），水域面積為0.13平方（0.05平方英里）或0.14%。海拔高度342（1,122英尺）。

## 人口統計
根據2010年美國人口普查，利伯蒂鎮區人口有510人，其中男性有261人，女性有249人，人口密度為每平方公里5.57人，住房計209戶。鎮區內的白人有496人，非裔美國人有0人，美洲原住民有4人，亞裔美國人有2人，太平洋島裔美國人有0人，其他種族有0人，混血種族則有8人。此外鎮區內有6人為西班牙裔或拉丁裔美國人。此鎮區之年齡中位數為45.3歲，而男性年齡中位數為45.3歲，女性年齡中位數為45.4歲。

## 交通

### 主要公路
- 75號美國國道